# Китятки чубаті
{{#ifeq:0|0|{{#if:|{{#if:Polygalacomosa|[[]}}|}}}}
Китятки чубаті (Polygala comosa) — вид рослин родини китяткові (Polygalaceae), поширений у Європі й помірній Азії.

## Опис
Багаторічна трав'яниста рослина 10–20 см завдовжки. Приквітки лінійні, загострено-плівчасті. Квітки 5–7 мм довжиною в багатоквіткових китицях. Віночки синьо-фіолетові, рожеві, дуже рідко білі; крила за довжиною рівні зав'язі, еліптичні, до основи відразу звужені. Коробочки сидячі оберненояйцевидні, з невеликою виїмкою і вузьким крилом.

## Поширення
Поширений у Європі й помірній Азії.
В Україні зростає нa лісових галявинах, узліссях, річкових луках і степових западинках — на Поліссі та в Лісостепу, звичайний; у передгір'ї Карпат, Закарпатті та степовій зоні, рідше; на півдні, рідко (тільки в долинах річок); в Криму, в горах.

## Галерея

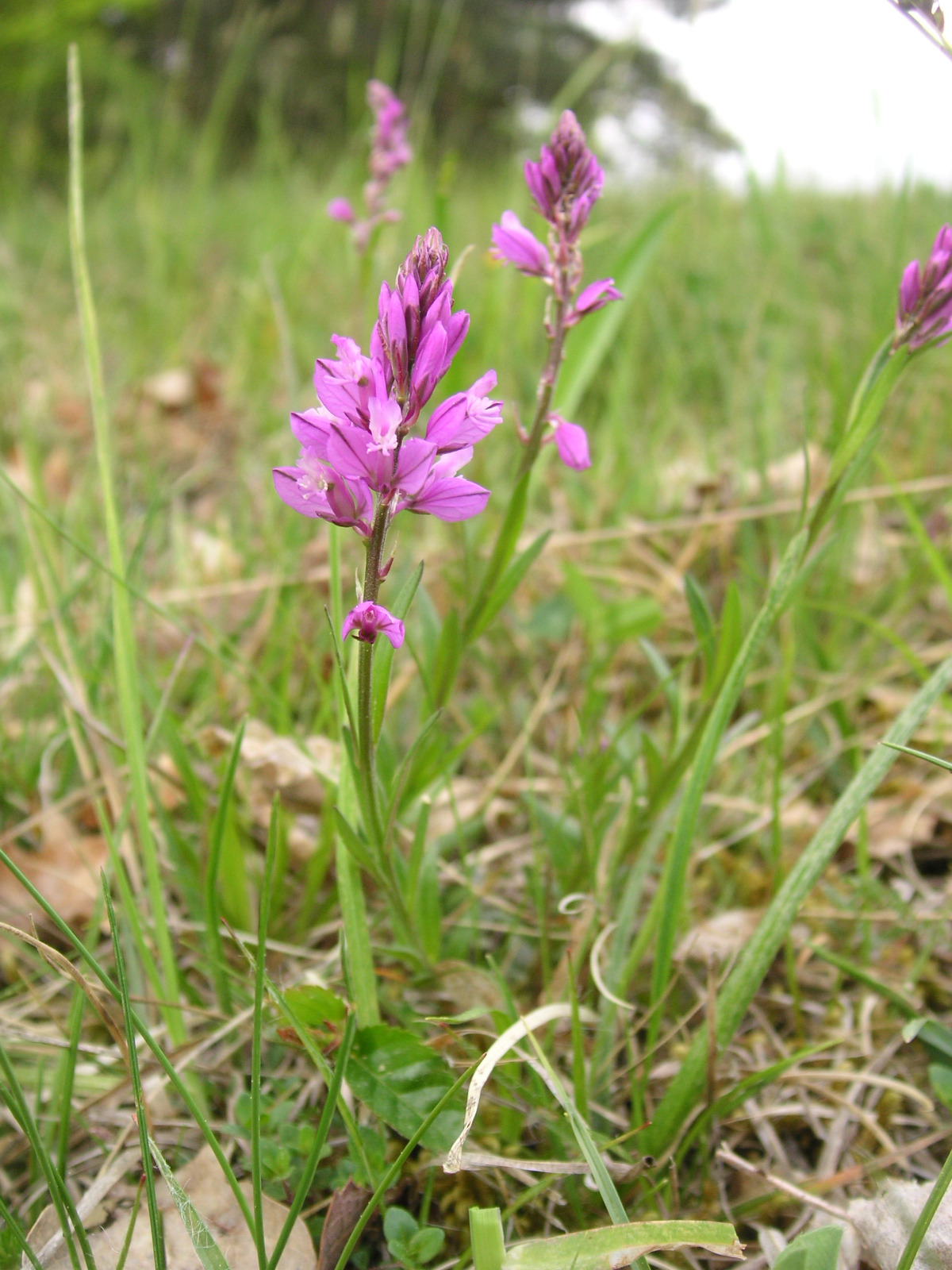
загальний вигляд
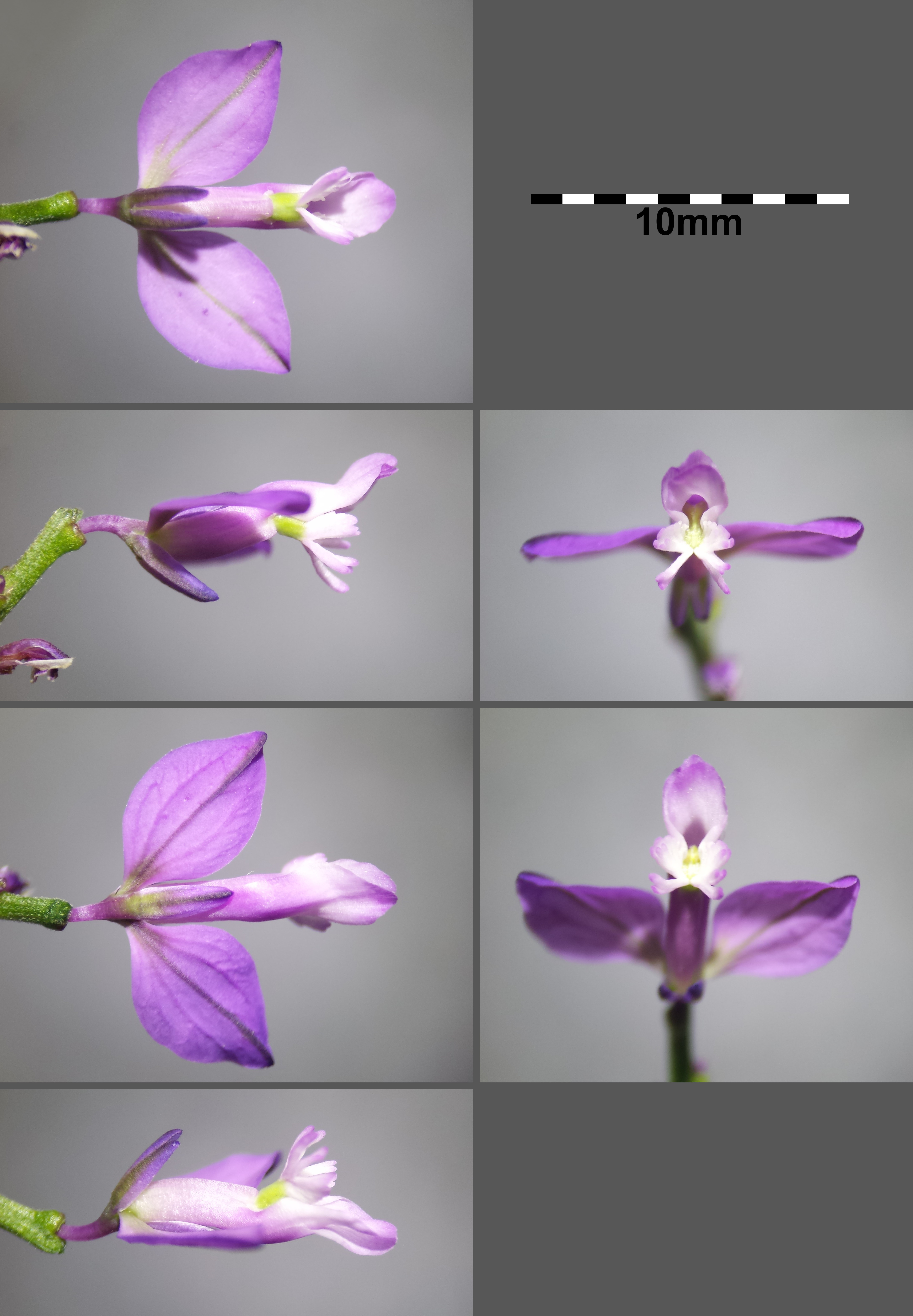
квітка
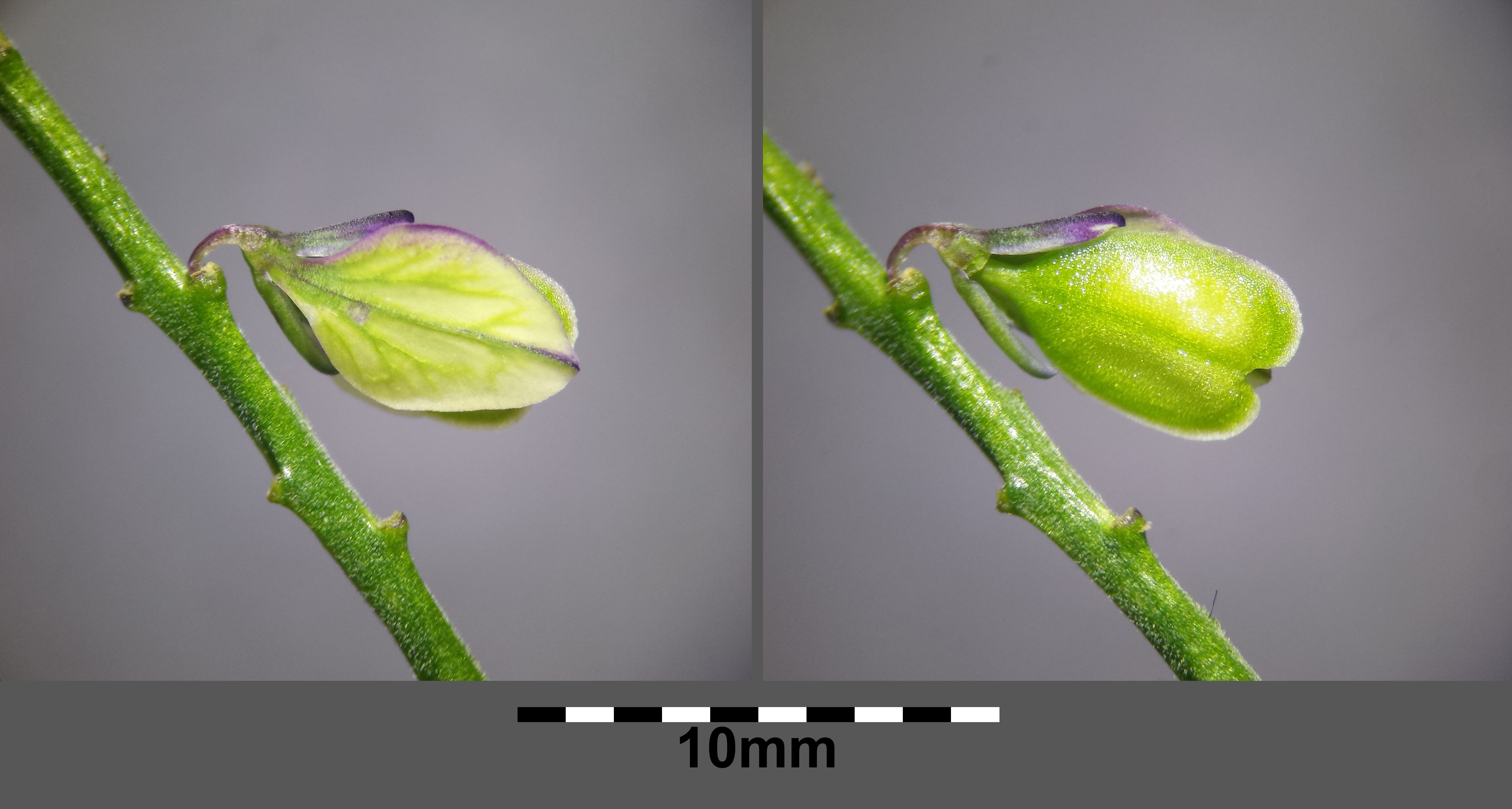
плід